# سوئیچ (مجموعه تلویزیونی)
سوئیچ (انگلیسی: Switch) نام یک مجموعه تلویزیونی پلیسی آمریکایی است که از سال ۱۹۷۵ تا ۱۹۷۸ میلادی از شبکهٔ سی‌بی‌اس پخش شد و هنرپیشگان اصلی آن ادی آلبرت، آن-ماری مارتین و رابرت واگنر بودند. سریال کوتاه‌مدت «پر و دار و دسته اوباش پدر» محصول شبکه ای‌بی‌سی در سال‌های ۱۹۷۶-۱۹۷۷، تلاشی ناموفق برای تقلید از سریال «سوئیچ» بود.
این سریال، در سال ۱۳۵۶ خورشیدی، با دوبلهٔ فارسی از تلویزیون ملی ایران پخش شد.